# Chant de Linos
A Chant de Linos fuvolára és zongorára, illetve fuvolára, hegedűre, brácsára, csellóra és hárfára 1944-ben készült francia zenemű.
A Chant de Linos amellett, hogy bravúrdarab a szólistának, egy kulcsfontosságú mű, melyben Jolivet a Suite delphique-ben használt hangnemektől kiindulva dolgoz ki egy nyelvet modulációk közreműködésével, közös hangok által, és, hogy egy teljesen koherens építményt alkosson, harmóniapolaritást és pólushangokat is közbeiktat.
Egy harmadik, 1944-es mű is felhasználja ugyanezen hangnemeket: ez a zongorára írt Étude sur des modes antiques (Tanulmány az antik hangnemekről).

## Keletkezéstörténet
1942 nyarától fogva Jolivet a párizsi Conservatoire-ban tanít, a következő évben ő vizsgáztat a csellisták és a fafúvósok – köztük a fuvolisták – osztályain.
1944. január 26-a és március 23-a között elkészítette a Gaston Crunelle-nek ajánlott Chant de Linos fuvola-zongora verzióját, melyet a Conservatoire fuvolaosztályának versenyére komponált. Egy olyan művet kellett írnia, mely lehetővé teszi a fiatal művészeknek, hogy megmutassák technikai felkészültségüket. Jolivet – talán a hangszertől inspirálva – mindezt antik utalással teszi, a darab mottójaként a következő sorokat választja: „Linos éneke a görög antikvitásban a gyászzene egyfajta változata volt: egy gyászos siránkozás, panaszdal – kiáltások és táncok közé ékelve.”
Abban az évben a fuvolaversenyen két, nagy jövő előtt álló fiatal művész mutatkozott be: Pol Mule (első helyezett) és Jean-Pierre Rampal, aki már játszotta a Varázsigéket. Rampal emlékei szerint ők ketten voltak az egyedüli versenyzők, akik nehézség nélkül, kívülről játszották a darabot.

## Felépítés
A szerző ott veti fel újra a görög témát, ahol a Suite delphique-nél abbahagyta – mely bizonyos számú hangnemek egyszerű használatát kínálta. Itt az a célja, hogy egy modális rendszert fejlesszen ki, ami három fő hangnemből ered:
Kiindulási pontja a moduláció, a transzpozíció és a hangok harmonizálásának használata. Ez az első elv keveredik egyrészt olyan útvonallal, ami a fő vonzások 3 pólusát köti össze: G, Cisz és D; másrészt három, rapszodikus módon felépített zenei műfajjal. Ezek a siralmas ének, a kiáltás (sikoly) és a táncok. A darab lebonyolítása a következő sémát követi:
- 1.-16. ütem Bevezetés
- 17.-33. ütem első sirám
- 34.-46. ütem első kiáltás
- 47.-58. ütem
- 59.-72. ütem második sirám
- második kiáltás
- 73.-80. ütem zárlat/kadencia
- 81.-125. és 126.-175. ütem első tánc
- 176.-187. ütem az 1. sirám felidézése
- 188.-196. ütem harmadik kiáltás
- 197.-229. ütem záró tánc

A három műfaj, sajátosságaiból fakadóan, kötött ütemmutatóval rendelkezik: a sirámok 5/4-es, a kiáltások 3/4-es, a táncok 7/8-os ütemben vannak, ezzel szemben a pólusok és a hangnemek az egész mű felépítésének engedelmeskednek.

### Bevezetés
A bevezetés felváltva hallatja a hangnem akkordjait (kíséret) illetve a dallamot (fuvola). Jolivet ezt kromatikus formában levő fríg hangnemnek nevezi el, ez a Suite delphique-nek is a fő hangneme – jelen esetben G-re transzponálva –, amit két bővített szekund és tritonuszok (G-Cisz, Asz-D, H-F) jellemeznek. Fontosságából adódóan a Cisz (G-től tritonusz távolságra) mint a szólista pólushangjegye jelenik meg, ami, mint oly gyakran, három lépcsőben emelkedik, G, Cisz és F trillákkal kiemelve.

### Első sirám
Az első sirám – széles, monoton, ostinatos dallam – szigorúan a kromatikus hyperfríg G-hangnemben marad. Az ostinato egyszerre áll egy dallamos elemből – amiből aztán a fuvola szólam témája is születik – és bővített kvártos harmóniából. A hangnem természetéből adódóan a más fokra transzponálás esetén is megmarad a tritonusz hangköze anélkül, hogy hangnemet váltanánk. A sirám a kezdő ostinato formulára és a kezdő hangnemre, G-re való visszatéréssel végződik.

### Első kiáltás
Az első kiáltás teljes törést jelent. Ez ugyanis magas, szaggatott párbeszédhez vezet acciacature-vel és flatterzunge-val , mialatt a kíséret váltogatja a hangnemek tört hangzatait és a párhuzamos akkordok kezelését. Három, G hangról induló hiányos hangnem követi egymást, majd a fuvola ismételt Cisz¹-e előkészíti az első modulációt, mely egy új hangnem közös hangjegye lesz, ami megteremti a következő szekció új polaritását.

### Második sirám
A második sirám írásmódja visszaidézi az elsőt (bő kvarttal), mely ezzel az új Cisz hangnemmel relatíve közeli az emelkedő dallamos mollhoz. Ezzel az új pólus tehát tritonusz kapcsolatba kerül az előzővel. A második siralmas ének végét a hangnem teljes akkordjával zárja.

### Második kiállítás, zárlat
A kiáltások egy új hangnemben, de ugyanolyan élénken törnek ki, mint az elsőben és még mindig a Gisz alappal. Ez mutatja „a delphoi himnusz I. kromatikus líd hangnemét”, mely a harmadik lényeges hangnem. A teljes akkord előkészíti a kadenciát, mely az I. hangnem felé fejlődik, amellyel a III.-nak négy közös hangjegye van (Cisz, D, Fisz, H). Jolivet itt egy modális kontextusban közös hangok által alkotott modulációs rendszert dolgoz ki.

### Első tánc, sirámok visszaidézése
A sirám és a kiáltás után az első tánc – a darab legkidolgozottabb része – újrakezdi az I. hangnemet egy új póluson, a D-n. Ez a tánc egy lüktető részre és az azt követő sokkal líraibb szakaszra oszlik (Meno mosso, ben cantando).
Az első részben (ez is a a’ b a” szerkezetű) egyfajta ritmikus transz telepszik meg, közbeiktatva két, hetes felosztású pulzációt:
A fuvola különálló tizenhatodokból, egy megismételt hangjegycsoporttól indulva hangsúlyozza a tánc pergő és keringő tulajdonságát, majd a szólista és a kíséret egymást utánozva közelítik még jobban a párbeszédet. A hangnem G-re helyeződik (H), közben az utánzásos játék folytatódik, mint ahogy a kiáltás motívumok is. A Fisz-en, az ismételt hangok témájának visszatérése összeegyezteti a hangnem és a motívum polaritását.
A lírikusabb rész (hármas tagolású) áthelyezi a kíséretben a skandálást az ismétlődő akkordokra, és visszatér a D-re az I. hangnemben. A második siralmas ének felidézése B alapon, az I. hangnemben történik, a kiáltásoké D-n, a III. hangnemben. Aztán a záró tánc megismétli az elsőt fríg hangnemben, egy ragyogó befejezést biztosítva, ahol a folyamatos triolafüzérek vitatkoznak a repetált hangjegyekkel. A zárórész magasba emelkedése után az előadó szusz nélkül marad. Ez a tánc, és az ő hangnemének a diadala.